# ブルガリア海軍
ブルガリア海軍（Военноморски сили；略称ВМС）は、ブルガリアの海軍組織。

## 組織
- 海軍総本部
  - ヴァルナ海軍基地
    - 艦艇大隊

  - ブルガス海軍基地
    - 艦艇大隊

  - 軽戦力旅団
    - 艦艇大隊

歴代司令官
| 職名   | 氏名                   | 階級 | 在任期間 | 出身校                     | 前職       |
| ------ | ---------------------- | ---- | -------- | -------------------------- | ---------- |
| 司令官 | ミンコ・カヴァルジエフ | 少将 | 2006.6-  | ヴァプツァロフ高等海軍学校 | 海軍参謀長 |

## 階級
海軍の階級一覧。
- 士官：Офицери
  - 将官：Висши офицери
    - 大将：Адмирал
    - 中将：Вицеадмирал
    - 少将：Контраадмирал
    - 准将：Бригаден генерал

  - 佐官：Старши офицери
    - 大佐：Капитан I ранг
    - 中佐：Капитан II ранг
    - 少佐：Капитан III ранг

  - 尉官：Младши офицери
    - 大尉：Капитан - лейтенант
    - 上級中尉：Старши лейтенант
    - 中尉：Лейтенант
    - 少尉：Младши лейтенант
    - 士官候補生：Офицерски кандидат
- 下士官：Сержанти
  - 先任兵曹長：Мичман
  - 兵曹長：Главен старшина
  - 一等兵曹：Старшина I степен
  - 二等兵曹：Старшина II степен
- 兵：Войнишки
  - 上等水兵：Старши матрос
  - 水兵：Матрос

## 装備

### 艦艇
2011年6月現在。『Jane's Fighting Ships 2011-2012』より。
過去に就役した艦艇については「ブルガリア海軍艦艇一覧」を参照。
フリゲート
- コニ型×1

11 Smeli（スモーリー）
- ウィーリンゲン級×3

（41 Drazki） - 2005年再就役
（42 Verni） - 2009年再就役
（43 Gordi） - 2008年再就役
コルベット
- タランタル2型×1

（43 Mulnaya）
- パウク1型×2

（13 Reshitelni）、（14 Bodri）
哨戒艇
- ズーク型×9

511-513、521-523、531-533
- Neustadt型×3

（524 Balchik）、（525 Sozopol）、（526 Nesebar）
- Burgas級×3

（514 Burgas）、（531 Kavarina）、（534 Varna）
ミサイル艇
- オーサ型×6

（102 Uragon）、（103 Burya）、（104 Grum）、105-106、（107 Smerch）
揚陸艦
- ポルノクヌイA型×2

（701 Sirius）、（702 Antares）
- ヴィドラ型×6

703-708
機雷掃討艇
- トリパルタイト型×1

（32 Tsibar） - 1989年
掃海艇
- ソーニャ型×4

（61 Briz）、（62 Shkval）、（63 Priboy）、（64 Shtorm）
- ヴァーニャ型×3

（31 Iskar）、（33 Dobrotich）、（34 Evstati Vinarov）
- エフゲーニャ型×2

65-66
- PO-2型×2

218-219
- オルヤ型×6

51-56
情報収集艦
- モマ型×1

（401 Admiral Branimir Ormanov）
- 612型×2

231、331
特設給油艦
- （303 Akin） - 2000年
- （203 Balchik） - 1994年
- （302 Atiya） - 1987年

サルベージ船
- （224 Proteo） - 1951年

消磁艦
- ベレザ型×1

（206 Kapitan 1st Rank Dimitri Dobrev）
水中作業母船
- 245型×2

223、323
補助艦
- 各型×5

224、312-313、321、421
魚雷揚収船
- 215型×2

222他1隻

### 航空機
2011年6月現在。『Jane's Fighting Ships 2011-2012』より。
回転翼機
- Mil-14PL ヘイズ×3
- ユーロコプターAS565MB パンター×3

## 旗

軍艦旗
軍艦用国籍旗
?軍艦旗（1991年-2005年）
?軍艦旗（1955年-1990年）
?軍艦旗（1949年-1955年）